# Bozóky Edina
Bozóky Edina (eredeti neve: Balogh Edina) (Budapest, 1948 –) a középkorra szakosodott magyar történész. 1972 óta egy évtizedes megszakítással Poitiers-ban él, a Poitiers-i Egyetem történeti tanszékén tanít, és a Centre d’Études Supérieures de Civilisation Médiévale kutatóközpont tagja.

## Életpályája
1951-ben szüleit kitelepítették Csorvásra, de nem volt rajta a listán, így a nagyszülei, majd édesanyja húga – aki fiatal orvos volt – örökbefogadta. Így lett a vezetékneve Bozóky. 1960-ban néprajzkutató illetve festőművész akart lenni, de nem vették fel a Képzőművészeti Gimnáziumba, se a Képzőművészeti Főiskolára. Az Apáczai Csere János Gyakorlógimnáziumban tanult. Osztálytársa volt: Korompay H. János (1947) irodalomtudós. 1964-ig a nagyszüleinél tartózkodott. 1966-tól az ELTE hallgatója volt történelem–francia, majd művészettörténet szakon. Tanárai voltak: Hahn István és Komoróczy Géza. 1969-ben francia szakos hallgatóként három hónapot töltött Poitiers-ban. 1972-ben turistaként(?) ismét meglátogatta a várost, ahonnan nem tért haza. 1974–1981 között a Poitou-Charentes régió kulturális irodájában dolgozott. 1979-ben francia állampolgárságot kapott. 1981–1992 között Kanadában, Montréalban élt. 1986-ban tért vissza Magyarországra. 1992-ben visszatelepült Poitiers-ba. 1993-tól a Boulogne-sur-Mer-i új egyetem docense lett. 1993-tól kezdett ereklyekultusszal foglalkozni.

## Családja
Anyai nagyapja, dr. Bozóky Ferenc nagyváradi jogászcsalád sarja volt, aki jogot tanított a Debreceni Egyetemen 1948-ig. Édesanyja, pilismaróti Bozóky Mária grafikusművész (1917–1996) és író volt, Szőnyi István-tanítvány, de német–francia szakot is végzett. Édesapja, dr. Balogh László (1897–1954) 1944 előtt miniszteri tanácsos volt a Kultuszminisztériumban.
Fő kutatási területe a hagiográfia.

## Elismerései
- 2008 Prix Guizot